# Culicoides motoensis
Culicoides motoensis är en tvåvingeart som beskrevs av Lee 1979. Culicoides motoensis ingår i släktet Culicoides och familjen svidknott.
Artens utbredningsområde är Tibet. Inga underarter finns listade i Catalogue of Life.